# Монтичело Брианца
Монтичѐло Бриа̀нца (на италиански: Monticello Brianza, до 1971 г. само Монтичело, на западноломбардски: Muntisèl, Мунтисел) е малко градче и община в Северна Италия, провинция Леко, регион Ломбардия. Разположено е на 408 m надморска височина. Населението на общината е 4218 души (към 2014 г.).